# Biroella lutea
Biroella lutea är en insektsart som beskrevs av Bolívar, C. 1914. Biroella lutea ingår i släktet Biroella och familjen Morabidae. Inga underarter finns listade i Catalogue of Life.